# Toegankelijke kapel

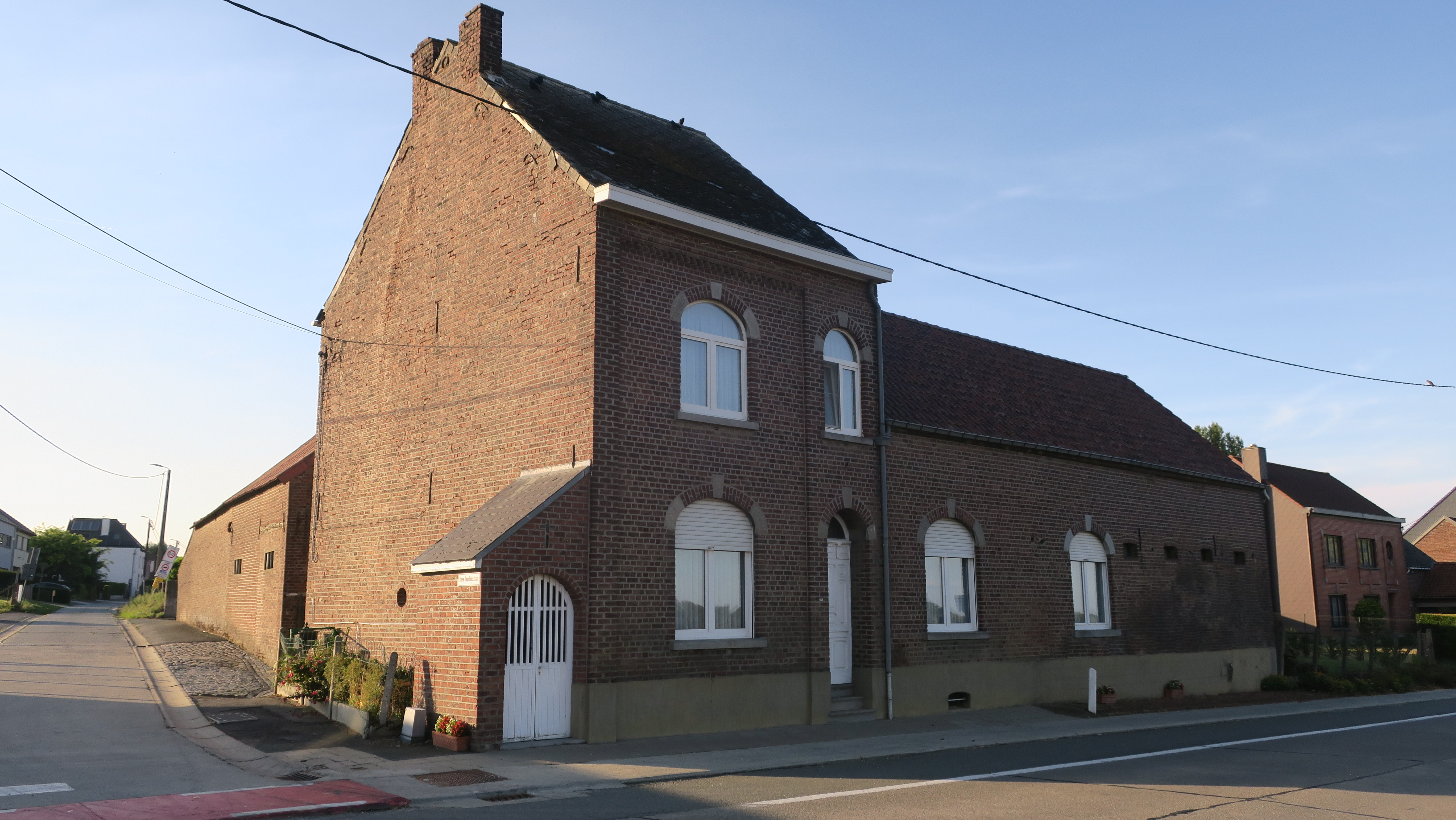
De kapel is gelegen op de hoek van de Tweekapellenstraat en de Steenweg Asse.

De toegankelijke kapel is gelegen in de Vlaams-Brabantse gemeente Herne op de hoek van de Tweekapellenstraat en de Steenweg Asse 169. 
Het gebouwtje werd opgericht in opdracht van het echtpaar Derijcke-Elinckx. In 1998 vond een ongeval plaats op deze plek waardoor de kapel diende te worden herbouwd.
De toegankelijke kapel is opgetrokken in baksteen in halfsteensverband en is tegen het woonhuis rechts aangebouwd. Het dak is bedekt met leien en heeft een witte goot. Boven de rondboogvormige deuropening is een Latijns kruis ingewerkt in de gevel. Een witgeschilderde houten deur geeft toegang tot de kapel. Tegen de achterwand bevindt zich een altaar. Daarboven is een nis met daarin een beeld van Onze-Lieve-Vrouw. Terwijl de muren binnenin onafgewerkt zijn, is het plafond bedekt met een pleisterlaag.
Oorspronkelijk diende de kapel als rustplaats bij de lokale processie van de parochie Sint-Niklaas.